# Elmwood Park (Wisconsin)
Elmwood Park és una població dels Estats Units a l'estat de Wisconsin. Segons el cens del 2000 tenia 474 habitants.

## Demografia
Segons el cens del 2000, Elmwood Park tenia 474 habitants, 200 habitatges, i 147 famílies. La densitat de població era de 1.220,1 habitants per km².
Dels 200 habitatges en un 23% hi vivien nens de menys de 18 anys, en un 67% hi vivien parelles casades, en un 5,5% dones solteres, i en un 26,5% no eren unitats familiars. En el 22% dels habitatges hi vivien persones soles l'11% de les quals corresponia a persones de 65 anys o més que vivien soles. El nombre mitjà de persones vivint en cada habitatge era de 2,37 i el nombre mitjà de persones que vivien en cada família era de 2,76.
Per edats la població es repartia de la següent manera: un 17,7% tenia menys de 18 anys, un 5,9% entre 18 i 24, un 20,9% entre 25 i 44, un 37,8% de 45 a 60 i un 17,7% 65 anys o més.
L'edat mediana era de 48 anys. Per cada 100 dones de 18 o més anys hi havia 92,1 homes.
La renda mediana per habitatge era de 71.389 $ i la renda mediana per família de 74.205 $. Els homes tenien una renda mediana de 48.750 $ mentre que les dones 30.833 $. La renda per capita de la població era de 30.551 $. Cap de les famílies i l'1,6% de la població estaven per davall del llindar de pobresa.

## Poblacions més properes
El següent diagrama mostra les poblacions més properes.